# Clarion (Iowa)
Clarion ist eine Kleinstadt (mit dem Status „City“) und Verwaltungssitz des Wright County im US-amerikanischen Bundesstaat Iowa. Im Jahr 2010 hatte Clarion 2850 Einwohner, deren Zahl sich bis 2013 auf 2791 verringerte. Das U.S. Census Bureau hat bei der Volkszählung 2020 eine Einwohnerzahl von 2.810 ermittelt.

## Geografie
Clarion liegt im mittleren Norden Iowas, rund 90 km südlich der Grenze zu Minnesota.
Die geografischen Koordinaten von Clarion sind 42°43′54″ nördlicher Breite und 93°43′59″ westlicher Länge. Das Stadtgebiet erstreckt sich über eine Fläche von 8,44 km² und verteilt sich über die Lincoln, Grant, Lake und die Dayton Township.
Nachbarorte von Clarion sind Belmond (22,2 km nordöstlich), Rowan (15,7 km östlich), Galt (14,7 km südöstlich), Eagle Grove (21,5 km südwestlich), Goldfield (15,3 km westlich) und Kanawha (27,9 km nordnordwestlich).
Die nächstgelegenen größeren Städte sind die Twin Cities in Minnesota (Minneapolis und Saint Paul) (284 km nördlich), Rochester in Minnesota (231 km nordöstlich), Wisconsins Hauptstadt Madison (414 km östlich), Dubuque am Schnittpunkt der Bundesstaaten Iowa, Wisconsin und Illinois (277 km ostsüdöstlich), Waterloo (138 km ostsüdöstlich), Cedar Rapids (234 km in der gleichen Richtung), Iowas Hauptstadt Des Moines (144 km südlich), Nebraskas größte Stadt Omaha (365 km südwestlich), Sioux City (256 km westsüdwestlich) und South Dakotas größte Stadt Sioux Falls (327 km westnordwestlich).

## Verkehr
Der U.S. Highway 69 verläuft rund 7 km westlich in Nord-Süd-Richtung an Clarion vorbei. Alle weiteren Straßen sind untergeordnete Landstraßen, teils unbefestigte Fahrwege sowie innerörtliche Verbindungsstraßen.
In Clarion treffen mehrere Eisenbahnstrecken der Union Pacific Railroad (UP) zusammen.
Mit dem Clarion Municipal Airport befindet sich an der westlichen Stadtgrenze ein kleiner Flugplatz. Der nächste Verkehrsflughafen ist der Des Moines International Airport (153 km südlich).

## Bevölkerung
Nach der Volkszählung im Jahr 2010 lebten in Clarion 2850 Menschen in 1185 Haushalten. Die Bevölkerungsdichte betrug 337,7 Einwohner pro Quadratkilometer. In den 1185 Haushalten lebten statistisch je 2,34 Personen.
Ethnisch betrachtet setzte sich die Bevölkerung zusammen aus 91,9 Prozent Weißen, 0,5 Prozent Afroamerikanern, 0,3 Prozent amerikanischen Ureinwohnern, 0,5 Prozent Asiaten, 0,1 Prozent Polynesiern sowie 5,0 Prozent aus anderen ethnischen Gruppen; 1,8 Prozent stammten von zwei oder mehr Ethnien ab. Unabhängig von der ethnischen Zugehörigkeit waren 15,9 Prozent der Bevölkerung spanischer oder lateinamerikanischer Abstammung.
24,8 Prozent der Bevölkerung waren unter 18 Jahre alt, 54,5 Prozent waren zwischen 18 und 64 und 20,7 Prozent waren 65 Jahre oder älter. 51,2 Prozent der Bevölkerung waren weiblich.
Das mittlere jährliche Einkommen eines Haushalts lag bei 37.306 USD. Das Pro-Kopf-Einkommen betrug 24.558 USD. 19,0 Prozent der Einwohner lebten unterhalb der Armutsgrenze.

## Bekannte Bewohner
- Benjamin P. Birdsall (1858–1917) – republikanischer Abgeordneter des US-Repräsentantenhauses (1903–1909) – lebte bis zu seinem Tode in Clarion
- Glen Brand (1923–2008) – Ringer und Olympiasieger – geboren und aufgewachsen in Clarion
- Clifford Joy Rogers (1897–1962) – kommissarischer Gouverneur von Wyoming (1953–1955) – geboren in Clarion